# Doddahaladamadu, Sira
Doddahaladamadu là một làng thuộc tehsil Sira, huyện Tumkur, bang Karnataka, Ấn Độ.